# عقد 670 هـ
عقد 670 هـ هو الفترة بين عام 670 إلى 679 في التقويم الهجري، أي العشر سنوات الثامنة من القرن السابع الهجري.